# Lisa Maguire

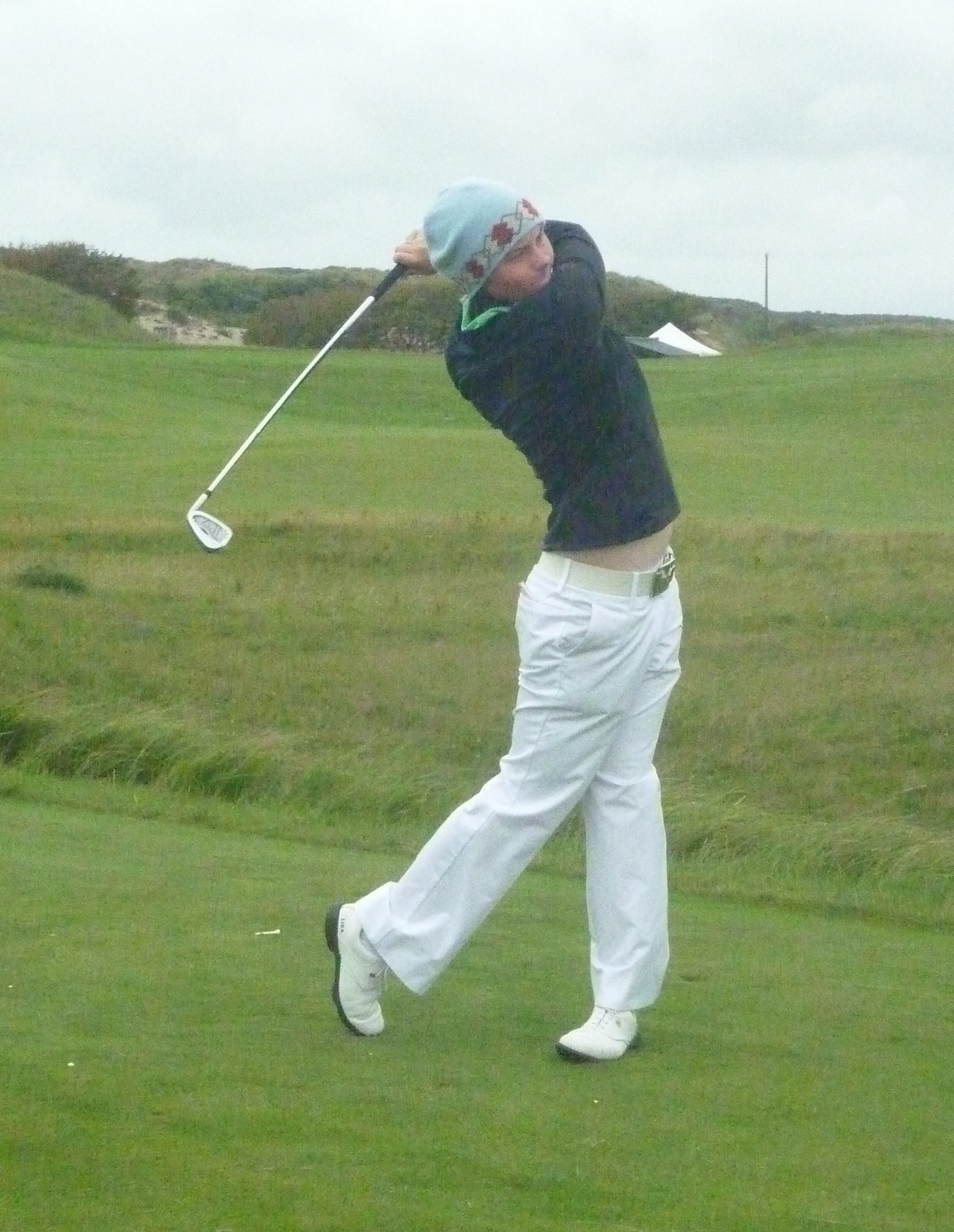
Europees kampioenschap op Noordwijk, 2011

Lisa Maguire (november 1994) en haar tweelingzuster Leona Maguire zijn golfsters uit Ierland. Beide zijn lid van de  Slieve Russell Club in Ballyconnell in County Carlow.
In 2008 stonden de twee toen dertienjarige zusjes tegenover elkaar in de finale van het Nationaal Kampioenschap Matchplay. Het was de derde keer dat ze samen in een finale stonden en de eerste keer dat Leona won.

In 2009 speelde Lisa in de Junior Solheim Cup op de Aurora Golf Club in Illinois.

In 2010 speelde de tweeling in de Curtis Cup, die in Manchester plaatsvond.
2011
De toen zestienjarige Lisa won in maart 2011 het Spaans amateurkampioenschap in Jerez, Cadiz. Eind juli won ze het European Women's Individual Amateur Golf Championship op de Noordwijkse Golfclub. Na drie rondes stond ze -2, maar met de harde wind had zij voor de laatste ronde 79 slagen nodig.
 
In 2011 stond Lisa op de tiende plaats van de World Amateur Golf Ranking.

## Gewonnen
- 2011: Spaans amateurkampioenschap (matchplay)
- 2011: Europees amateurkampioenschap (strokeplay)

### Teams
- Curtis Cup: 2010 (met Leona)

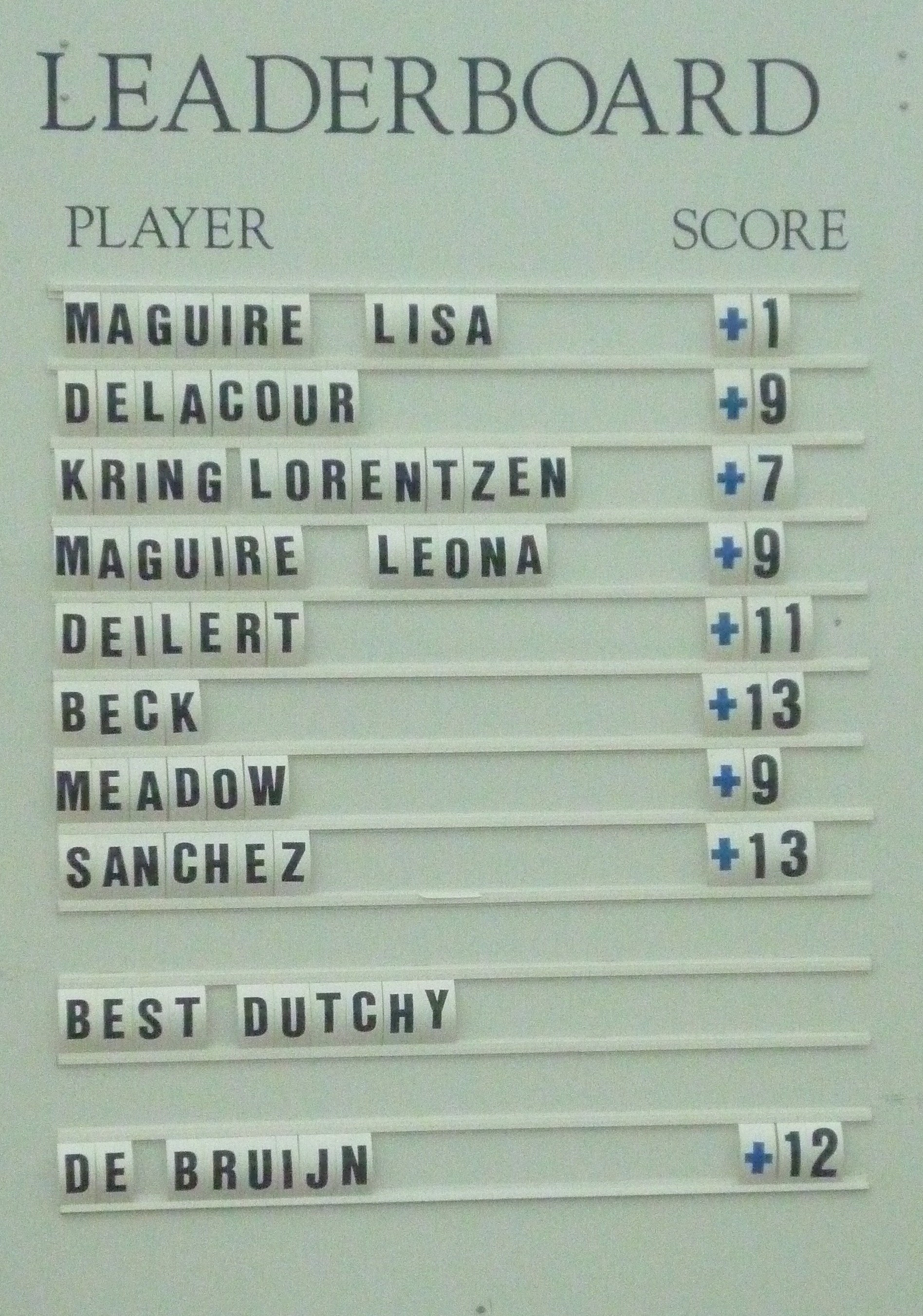
Europees Amateur 2011: tussenstand na ronde 3